# Carlos Gamarra
Carlos Alberto Gamarra Pavón, född 17 februari 1971 i Ypacaraí, är en före detta fotbollsspelare (mittback).
I gruppspelet vid VM 2006 gjorde Gamarra misstaget att nicka självmål av ett skott från David Beckham, vilket ledde till Englands seger i matchen med 1–0.